# Wildwasserpark Hohenlimburg

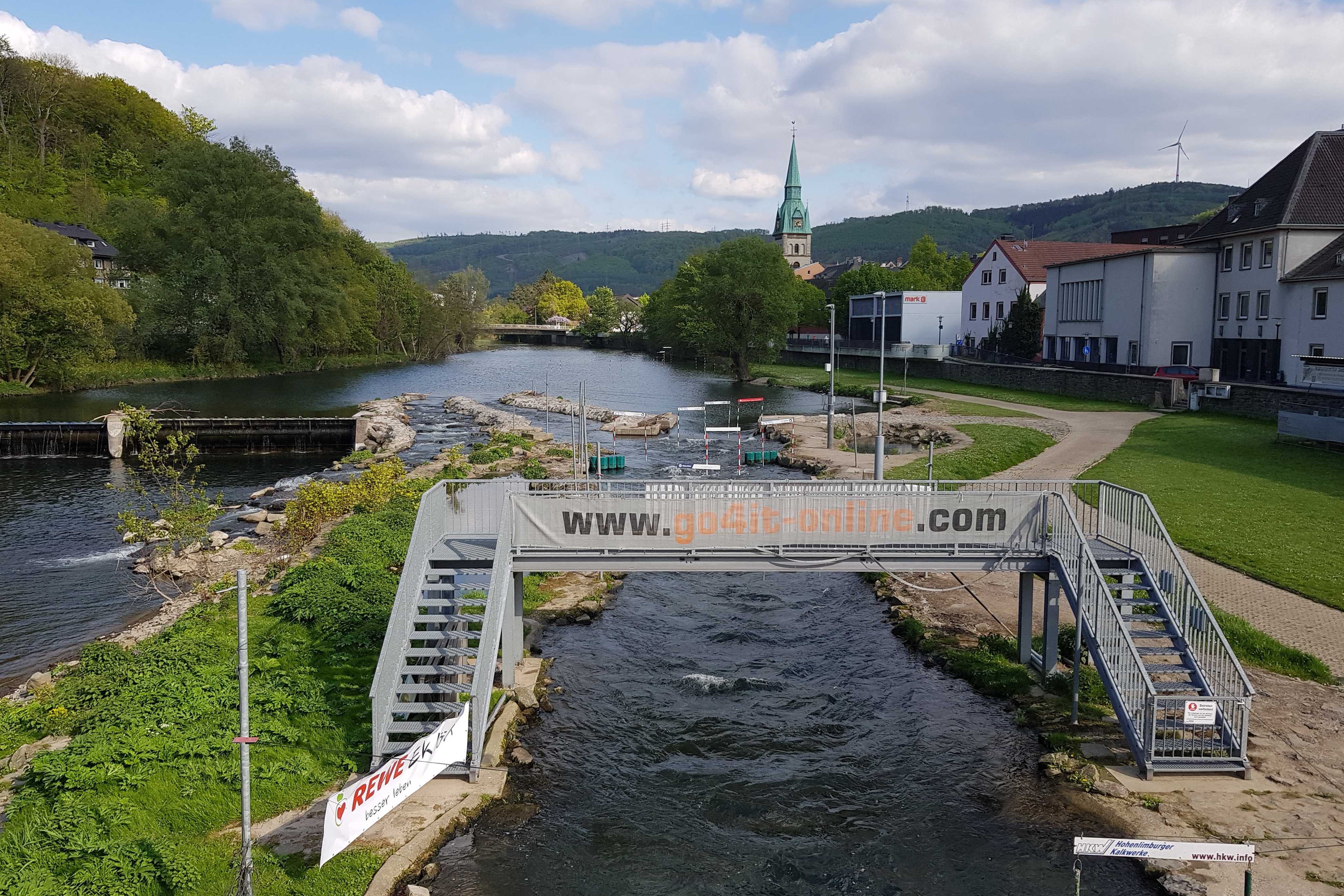
Startbereich der Slalomstrecke

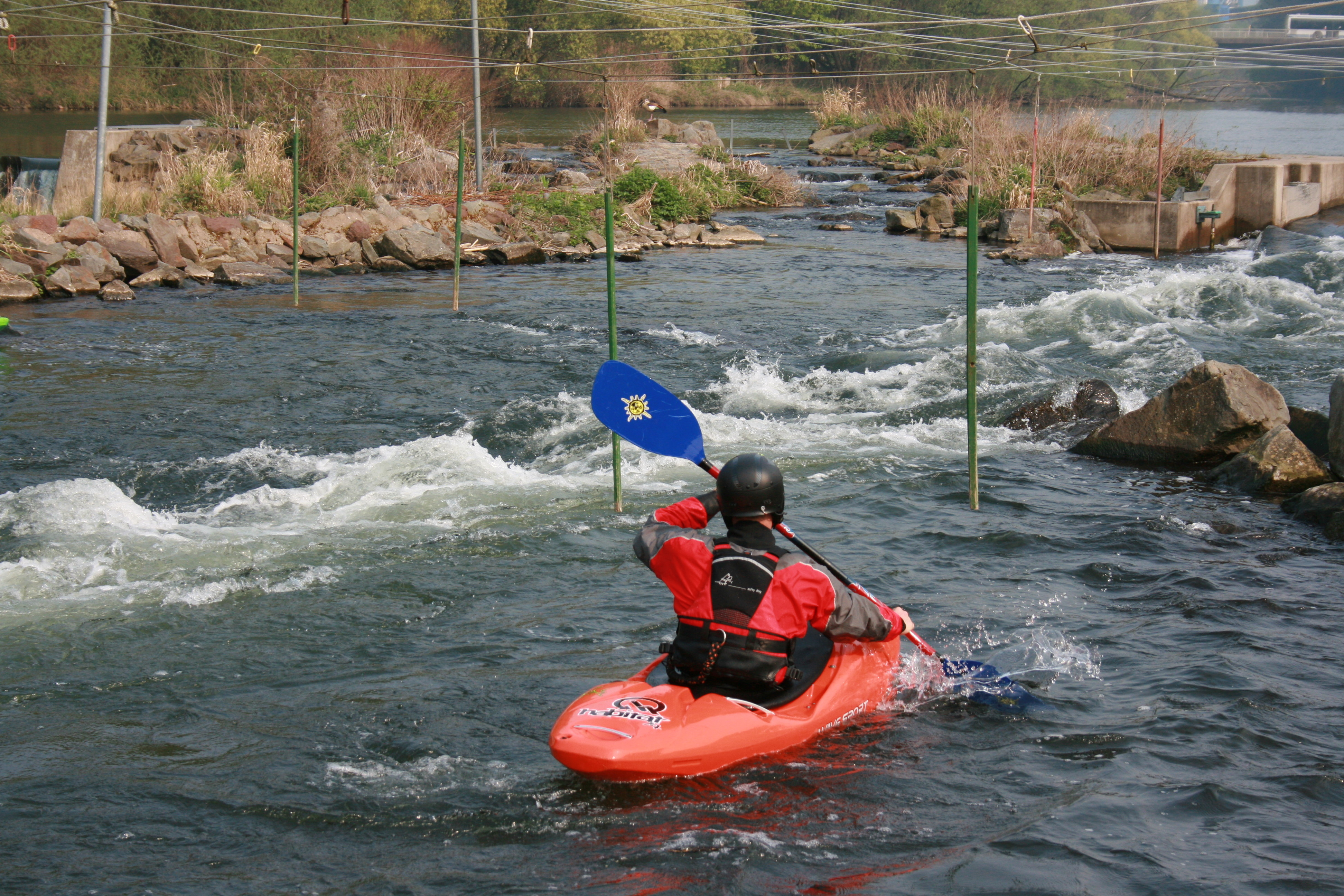
Kanuslalom

Der Wildwasserpark Hohenlimburg ist eine Kanuslalomstrecke mit einer Länge von 300 Metern im Flussbett der Lenne im Hagener Stadtteil Hohenlimburg. Er ist Stützpunkt des Kanu-Verbandes Nordrhein-Westfalen und Landesleistungszentrum im Kanuslalom.
Eine relativ feste Anlage entstand bereits im Laufe der 1970er Jahre mit Unterstützung von Pioniereinheiten der Bundeswehr und von englischen Soldaten. Mehrere Hochwasser in den Jahren 1986 und 1987 zerstörten jedoch den Leitdamm völlig. Mit Unterstützung der Stadt Hagen begann man 1988 nach Planungen des Iserlohner Architekten und Wasserbauexperten Dierk Borchmann die Slalomstrecke weitgehend hochwasserfest auszubauen. Im September 1989 erfolgte die Einweihung. Die Kosten beliefen sich auf 1,6 Millionen DM. Aufgrund eines Hochwassers im Jahr 1990 und der Einsturzgefahr des Holzwehrs am rechten Ufer folgte ein Ersatzbau, der nochmals 500.000 DM kostete. Das Umkleide-, Wettkampf- und Schulungsgebäude wurde 1993 erbaut und eingeweiht. Die Kosten hierfür beliefen sich auf 1,4 Millionen DM. Auf der damaligen 400 Meter langen Kanuslalomstrecke fanden nationale und internationale Wettkämpfe statt, unter anderem der Europacup 1990 und der Junioren-Europa-Cup 1993.
In den Jahren 2002 und 2003 erfolgte im Zuge des Umbaus des Lennewehres, das zwei hydraulische Klappwehre für den Hochwasserschutz erhielt, erneut eine Änderung der Slalomstrecke. Sie wurde auf 300 Meter verkürzt. Durch die hydraulischen Klappwehre war nun auf der Wettkampfstrecke immer eine konstante Wassermenge garantiert. Mit einem Ranglistenrennen des Deutschen Kanu-Verbandes wurde im Mai 2003 die neue Strecke eröffnet. Im Juli 2003 wurden zum dritten Mal in Hohenlimburg Junioren-Europameisterschaften ausgetragen.
Für 1,2 Millionen Euro erfolgte 2014 mit Zuschüssen der Bundesrepublik Deutschland, des Landes Nordrhein-Westfalen und der Stadt Hagen sowie einem Eigenanteil des Kanu-Clubs Hohenlimburg erneut ein Umbau der Slalomstrecke. Sie wurde verengt und um mobile Hindernisse erweitert. Die Installation einer Flutlichtanlage gehörte ebenfalls zu den Erneuerungen.
Auf der modernisierten Slalomstrecke wurden zuletzt 2019 und 2024 die Deutschen Meisterschaften im Kanu-Slalom durchgeführt.
Die Anlage ist auch Bundesstützpunkt für den Nachwuchs des Deutschen Kanu-Verbandes und Außenstelle des Olympiastützpunktes Westfalen.